# 13858 Ericchristensen
13858 Ericchristensen eller 1999 XT110 är en asteroid i huvudbältet som upptäcktes den 5 december 1999 av Catalina Sky Survey projektet. Den är uppkallad efter astronomen Eric J. Christensen.
Asteroiden har en diameter på ungefär 3 kilometer.